# Obligat
En biologia, l'adjectiu «obligat» es refereix a un organisme limitat a un determinat mode de vida o d'acció, per oposició a un organisme facultatiu, que pot viure en diferents condicions.
- un aerobi obligat és un organisme que no pot viure sense oxigen
- un anaerobi obligat és un organisme que no pot viure amb oxigen
- un respirador d'aire obligat és un peix que respira exclusivament de l'atmosfera
- un bípede obligat és un organisme que només es pot moure a dues potes
- un carnívor obligat és un organisme que necessita menjar carn per viure
- la hibernació obligada és un estat d'inactivitat mitjançant el qual alguns organismes sobreviuen a la falta de recursos
- un paràsit intracel·lular obligat és un microorganisme paràsit que no es pot reproduir fora d'una cèl·lula hoste adequada
- un paràsit obligat és un paràsit que no es pot reproduir sense explotar un hoste adequat
- una planta fotoperiòdica obligada és una planta que requereix nits d'una certa llargada per poder començar a florir, germinar or dur a terme altres funcions
- els simbionts obligats són organismes que només poden viure en simbiosi